# 플라비아 펜네타

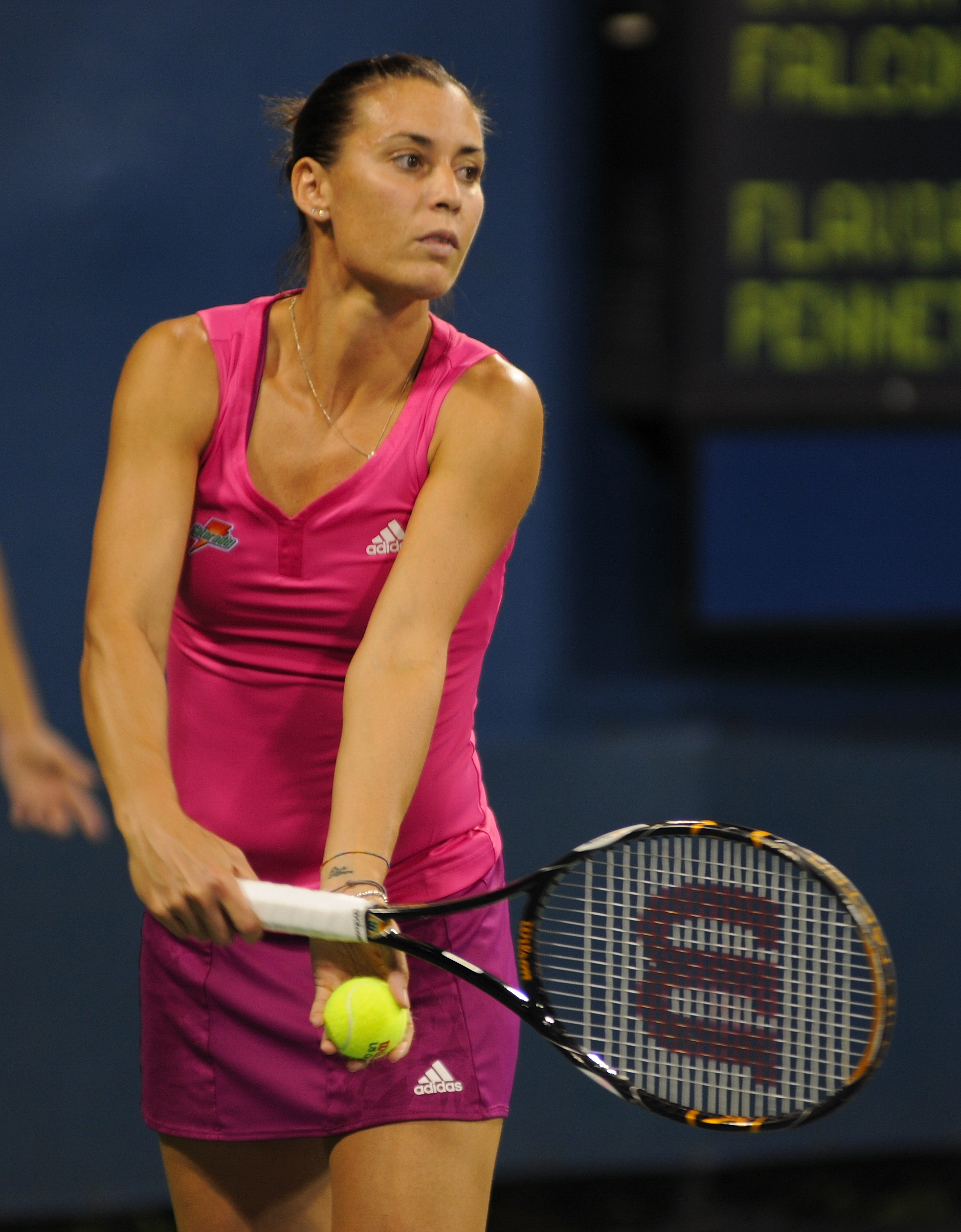
플라비아 펜네타

플라비아 펜네타(Flavia Pennetta, 1982년 2월 25일~)는 이탈리아의 프로 테니스 선수이다. 그녀는 2009년 8월 17일에 이탈리아의 최초의 톱 10 여성 선수가 되었다. 2011년 1월 17일에 펜네타는 단식에서 세계 25위로, 복식에서 세계 2위로 올라섰다. 2015 US 여자 오픈 단식을 우승 하였다.

## 같이 보기
- 2008년 하계 올림픽 이탈리아 선수단